# Вадим Храбрый
Вади́м Хра́брый (Вади́м Новгоро́дский, Вадим Хоробрый, убит в 864 году) — персонаж книжных легенд, известных с XVI века, предводитель новгородцев, в 864 году, согласно этим источникам, восставших против князя Рюрика.

## Литературные источники
В наиболее ранней известной русской летописи «Повести временных лет» начала XII века Вадим не упоминается.
В некоторых поздних летописных сборниках XVI века, включая Никоновскую летопись, появляется предание о смуте в Новгороде, возникшей вскоре после призвания варягов в 862 году. Между новгородцами оказалось много недовольных самовластием Рюрика и действиями его сородичей. Под предводительством Вадима Храброго вспыхнуло восстание в защиту утраченной вольности. Вадим был убит Рюриком, вместе со многими своими «советниками» (сторонниками). Согласно Никоновской летописи, многие новгородские мужи бежали в Киев. В изложении историка В. Н. Татищева Вадим был местным словенским князем.
Согласно Никоновской летописи:
Въ лето 6372 [864]… Того же лѣта оскорбишася Новгородци, глаголюще: «яко быти намъ рабомъ, и много зла всячески пострадати отъ Рюрика и отъ рода его». Того же лѣта уби Рюрикъ Вадима храбраго, и иныхъ многихъ изби Новогородцевъ съветниковъ его… В лѣто 6375… Того же лѣта избѣжаша отъ Рюрика изъ Новагорода въ Кiевъ много Новогородцкыхъ мужей.

## Историография
Историк В. Н. Татищев, комментируя данные повествования и ссылаясь на текст сомнительной Иоакимовской летописи, известной только по его собственным выпискам, пишет:

Дочери Гостомысловы за кого были отданы, точно не показано, но ниже видим, что старшая была за изборским, от которой Ольга княгиня; другая — мать Рюрикова, а о третьей неизвестно. Нестор рассказывает, что Рюрик убил славянского князя Водима, что в народе смятение сделало. Может сей таков же внук Гостомыслу, старшей дочери сын был, который большее право к наследству имел и из-за того убит".

Никоновская летопись включает большое число дополнений к древнейшей части «Повести временных лет», источники которых не установлены. При подготовке Никоновской летописи составитель использовал летописные своды, восходящие к новгородскому летописанию. Однако значительная часть оригинальных сведений по древнейшей истории, не имеет параллелей в сохранившихся летописях. Предполагается, что составитель Никоновской летописи во многих местах стремился пояснить и прояснить используемый им текст и вводил мотивировки действий, дополнял действие возможными в данных условиях обстоятельствами, а также мог приукрашивать сухие сообщения. По этим причинам в исторической литературе преобладает скептическое восприятие оригинальных сведений этой летописи. Среди этих оригинальных известий и находится рассказ о Вадиме.
Многие русские историки считали сказание о Вадиме вымышленным. По мнению историка С. М. Соловьёва, лучше всего оно объясняется рассказом летописи о неудовольствии новгородцев варягами, нанятыми князем Ярославом Мудрым, об убийстве последних и о княжеской мести убийцам. Тот же учёный, по-видимому, склонен объяснить имя Вадима словом «водим», что в областных наречиях означает «коновод», «передовой», «проводник». Восстание не могло произойти в Новгороде в летописном 864 году, так как по археологическим данным в то время Новгорода ещё не существовало. Однако существовала Ладога, где Рюрик мог начать своё княжение в 862 году.
По мнению академика Б. А. Рыбакова, составитель Никоновской летописи вернулся к Несторовой редакции «Повести временных лет», которая, по мнению исследователя, имела антиваряжскую направленность и содержала подробный рассказ о борьбе новгородцев против Рюрика и его скандинавской дружины. Создатели второй и третьей редакций «Повести временных лет», по заказу Мстислава Владимировича проводили проскандинавскую тенденцию и опустили все подробности, свидетельствующие не в пользу Рюрика. Достоверным рассказ о Вадиме считали также А. Н. Кирпичников, И. В. Дубов и Г. С. Лебедев.
Согласно историку и лингвисту Е. А. Мельниковой, достоверность этого сюжета не поддаётся верификации. Составитель Никоновской летописи мог стремиться продемонстрировать исконно присущую новгородцам склонность к неповиновению власти. Этот сюжет, предположительно, перекликается с характеристикой новгородцев, «звериного обычая и нрава» которых, согласно Никоновской летописи, испугались варяги.
В «Повести временных лет» и Никоновской летописи рассказывается, что часть руси покинула Рюрика и обосновалась в Киеве, где утвердились летописные русские князья Аскольд и Дир. Татищев писал: «В сии времяна словяне бежали от Рюрика из Новагорода в Киев, зане убил Вадима храброго князя словенского». Все описываемые летописями события укладываются в промежуток между 860 и 867 годами. В этот же период, археологами отмечена закладка монетных кладов на севере Руси, что говорит о нестабильной для торговли обстановке и смене власти.
По мнению ряда исследователей, имя Вадим имеет неславянское происхождение, и появилось на Руси лишь с распространением христианства, войдя в обиход из святцев (святой Вадим Персидский).

## В художественной литературе
Предание о Вадиме привлекало внимание многих русских писателей.
«Исторические представления в подражание Шекспиру» императрицы Екатерины II и трагедия «Вадим Новгородский» Якова Княжнина в основе сюжета ставили известие Никоновской летописи, которое сообщало, что в 862 году к власти в Новгороде пришёл Рюрик, убивший в 864 году новгородца Вадима Храброго и его советников.
Екатерина II выводила Вадима в своём драматическом произведении «Историческое представление из жизни Рюрика». Вадим в этой пьесе является эпизодическим героем, двоюродным братом мудрого Рюрика, но с лёгкой руки просвещённой императрицы началась широкое распространение образа Вадима Храброго в русской литературе. Сама Екатерина в письме 1795 года писала: «Никто не обратил внимания на эту вещь, и она играна никогда не была… Я не посмела поместить свои умозаключения относительно Рурика в „Историю“, так как они основывались только на нескольких словах из летописи Нестора и из „Истории Швеции“ Далена, но, познакомившись тогда с Шекспиром, я в 1786 году придумала воплотить их в драматическую форму».
Яков Княжнин написал трагедию «Вадим Новгородский», которую, по приговору Сената, решено было сжечь публично «за дерзкие против самодержавной власти выражения». Приказ не был приведён в исполнение.
Эти произведения отражали полемику двух идеологических позиций: согласно Екатерине в лице Рюрика выразилась спасительная роль самодержавия, а Вадим трактовался как «низкий честолюбец»; Княжнин утверждал: «самодержавие — повсюду бед содетель», Вадим изображался «борцом за новгородскую вольность». Однако оба автора следовали норманской теории. Они представляли начало самодержавия со времён Рюрика и признавали скандинавское происхождение первых русских князей.
Тема восстания Вадима Храброго получила значительное развитие у представителей передовой общественной мысли конца XVIII — начала XIX века, в особенности в творчестве декабристов в 1810—1820-е годы, которые идеализировали этот образ. В 1821—1822 годах были задуманы трагедия «Вадим» Александра Пушкина, в конце 1820-х — начале 1830-х годов — поэмы Михаила Лермонтова «Олег» и «Последний сын вольности». В этих произведениях и в поэзии декабристов варяги рассматривались как скандинавы — по выражению Пушкина «суровое племя Одена», а Рюрик выступал в качестве «основателя Российского государства» и «князя самовластительного» (у Кондратия Рылеева, «Олег Вещий»). Призвание варягов авторы чаще всего оценивали негативно.
Александр Пушкин, ещё в юные годы, дважды принимался за обработку того же сюжета. Михаил Лермонтов некоторое время также интересовался личностью и печальной судьбой легендарного новгородского героя. Вадиму посвящена поэма Лермонтова «Последний сын вольности», в конце которой Рюрик убивает Вадима в поединке.
Вадим фигурирует в исторических произведениях Марии Семёновой. В её романе «Меч мёртвых» конфликт Вадима и Рюрика — основа сюжета. В повести Семёновой «Пелко и волки» главный герой, карел Пелко, служит в дружине Вадима во время его конфликта с Рюриком. Образ Вадима противопоставляется Рюрику, но герои отзываются о нём положительно: «Храбрый был князь и враг честный, нечем помянуть его, кроме доброго слова».

### Художественные произведения
- Княжнин Я. Б. Вадим Новгородский // Избр. произв., Л.: Советский писатель, 1961. С. 249—304. (Библиотека поэта; Большая серия).
- Лермонтов М. Ю. Последний сын вольности: Повесть // Полн. собр. соч.: В 5 т. — Т. 3. — М.—Л.: Academia, 1937. — С. 111—136.
- Пушкин А. С. Вадим // Пушкин А. С. Полное собрание сочинений: В 16 т. — Т. 7. — М.—Л.: Изд-во АН СССР, 1948. — С. 245.